# Vère (affluent de l'Aveyron)
Pour l’article homonyme, voir Vère (rivière, affluent du Noireau).
La Vère est une rivière du sud de la France qui coule dans les départements du Tarn et de Tarn-et-Garonne. C'est un affluent de l'Aveyron en rive gauche, donc un sous-affluent de la Garonne par l'Aveyron, puis par le Tarn.

## Géographie

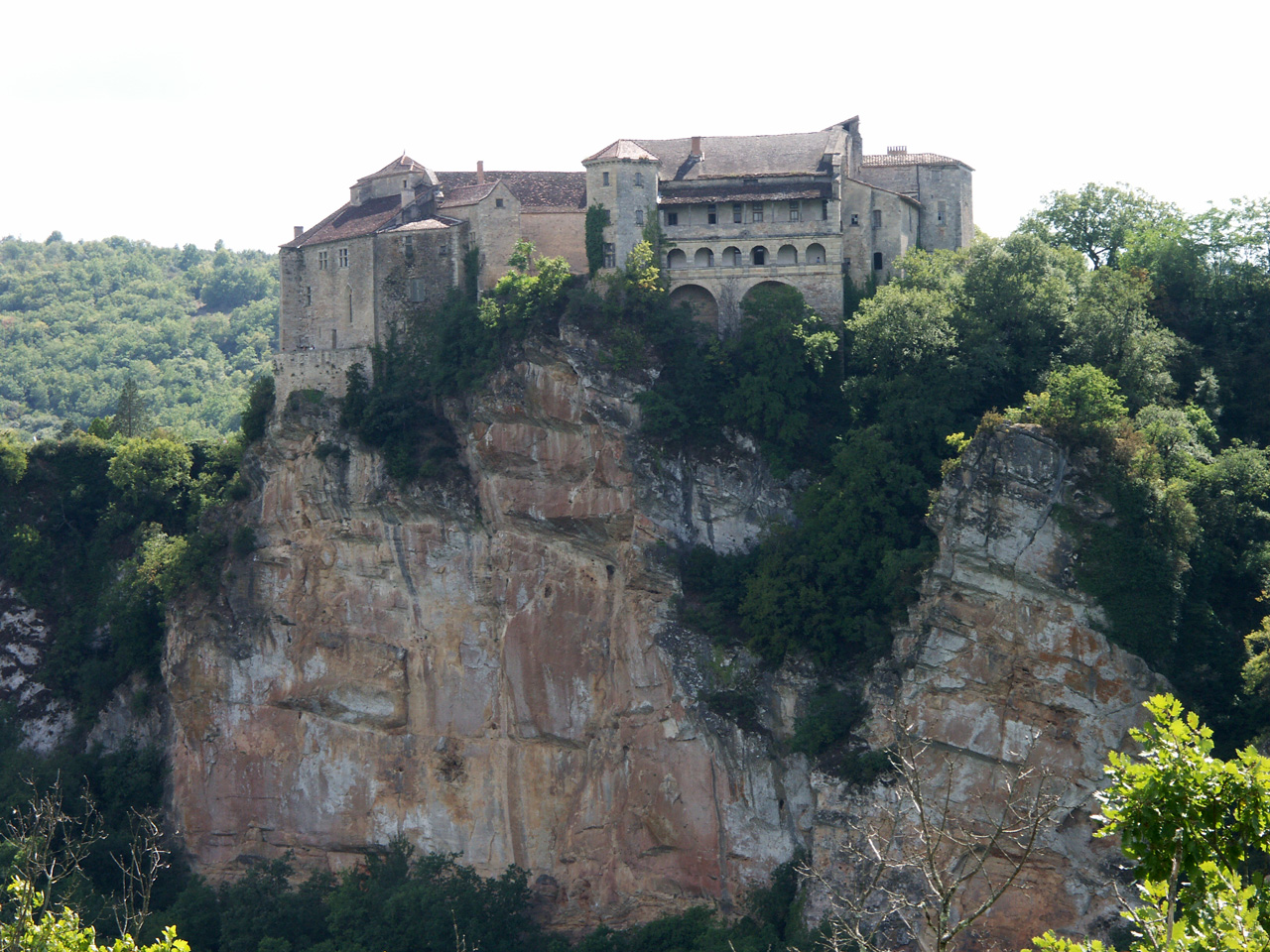
Le château de Bruniquel domine le confluent de la Vère et de l'Aveyron.

De 53,3 km de longueur, la Vère prend sa source à Taïx, dans les coteaux entre Albi et Carmaux, département du Tarn, non loin des anciennes mines de charbon de Carmaux. Elle se jette dans l'Aveyron à Bruniquel (Tarn-et-Garonne) en aval des gorges de l'Aveyron.

## Communes traversées
- Tarn : Le Garric, Taïx, Cagnac-les-Mines, Mailhoc, Villeneuve-sur-Vère, Noailles, Cestayrols, Cahuzac-sur-Vère, Vieux, Le Verdier, Castelnau-de-Montmiral, Puycelsi, Larroque.
- Tarn-et-Garonne : Bruniquel

## Principaux affluents
- Ruisseau de Vervère, 13,4 km
- Ruisseau de la Mouline, 5,5 km
- Ruisseau de Saint-Hussou, 7,2 km
- Ruisseau de Marines, 7 km
- Ruisseau de Candèze, 5,6 km
- Ruisseau du Rô Oriental, 10,9 km
- Ruisseau de Rô, 11,6 km
- Ruisseau de Beudes, 5 km

## Hydrologie
À l'inverse de la plupart des autres cours d'eau du bassin du Tarn, la Vère est une rivière peu abondante. 

### La Vère à Bruniquel
Son débit a été observé sur une période de 38 ans (1971-2008), à Bruniquel, localité située au niveau de son confluent avec l'Aveyron. Le bassin versant de la rivière y est de 311 km2 soit la quasi-totalité de celui-ci.
Le débit de la rivière à Bruniquel est de 2,14 m3/s.
La Vère présente des fluctuations saisonnières assez marquées, avec une période de hautes eaux d'hiver et de printemps portant le débit mensuel moyen à un niveau situé entre 3,08 et 4,88 m3/s, de décembre à avril inclus (avec un maximum en février). Dès le mois de mai, le débit diminue rapidement ce qui mène à la période des basses eaux qui va de juillet à septembre, accompagnée d'une baisse du débit mensuel moyen allant jusqu'à 0,244 m3/s au mois d'août, ce qui est fort peu pour un cours d'eau de cette taille. Cependant les fluctuations de débit peuvent être plus importantes encore certaines années.

### Étiage ou basses eaux
À l'étiage le VCN3 peut chuter jusque 0,008 m3/s, en cas de période quinquennale sèche,
soit 8 petits litres par seconde, ce qui est extrêmement sévère, le cours d'eau se trouvant alors presque à sec.

### Crues
Les crues peuvent être importantes proportionnellement à la taille du bassin versant. Les QIX 2 et QIX 5 valent respectivement 40 et 58 m3/s. Le QIX 10 est de 70 m3/s, le QIX 20 de 81 m3/s, tandis que le QIX 50 se monte à 96 m3/s.
Le débit instantané maximal enregistré à Bruniquel durant cette période, a été de 71,6 m3/s le 24 avril 1988, tandis que le débit journalier maximal enregistré était de 65,2 m3/s le même jour. Si l'on compare la première de ces valeurs à l'échelle des QIX de la rivière, l'on constate que cette crue était un peu plus forte que celle d'ordre décennal, et donc destinée à se reproduire fréquemment.

### Lame d'eau et débit spécifique
Au total, la Vère est une rivière assez peu abondante, du moins dans le contexte du bassin du Tarn. La lame d'eau écoulée dans son bassin versant est de 217 millimètres annuellement, ce qui est nettement inférieur à la moyenne de la France entière tous bassins confondus (320 millimètres), ainsi que du bassin de la Garonne (384 millimètres au Mas-d'Agenais), et de l'Aveyron (347 millimètres à Piquecos). Le débit spécifique de la rivière (ou Qsp) atteint de ce fait le chiffre modéré de 6,9 litres par seconde et par kilomètre carré de bassin.

## Retenue d'eau
L'ouvrage de Fourogue a été réalisé sur le cours supérieur de la Vère par la compagnie d'aménagement des coteaux de Gascogne (CACG) en 1997-1998. Bien que condamnés par le tribunal administratif, les travaux sont menés à leur terme sans que les différentes initiatives prises par les pouvoirs administratifs et judiciaires ne parviennent à les stopper. Depuis, la retenue, située à cheval sur les communes de Mailhoc et de Cagnac-les-Mines, est gérée en toute illégalité.